# Maxwell's Urban Hang Suite
Albums de Maxwell
MTV Unplugged
(1997)
Maxwell's Urban Hang Suite est le premier album studio de Maxwell, sorti le 2 avril 1996.

## L'album
Il atteint la 37e place du Billboard 200 et la 8e en catégorie hip-hop et est certifié disque d'or par RIAA. Nommé au 39e Grammy Awards dans la catégorie Meilleur album de R&B, il ne reçoit pas le titre. Il est aussi nommé trois fois aux NAACP Image Awards. Stylus Magazine le classe à la 6e place de son top 10 des meilleurs albums de 1996. Il fait partie des 1001 albums qu'il faut avoir écoutés dans sa vie.

### Titres
Tous les titres sont de Musze, sauf mentions.
1. The Urban Theme (2:42)
2. Welcome (MUSZE, Stuart Matthewman) (5:18)
3. Sumthin' Sumthin' (MUSZE, Leon Ware) (4:18)
4. Ascension (Don't Ever Wonder) (MUSZE, Itaal Shur) (5:46)
5. Dancewitme (MUSZE, Hod David) (6:15)
6. ...Til the Cops Come Knockin' (6:56)
7. Whenever Wherever Whatever (MUSZE, Stuart Matthewman) (3:45)
8. Lonely's the Only Company (I & II) (MUSZE, Stuart Matthewman) (6:22)
9. Reunion (4:53)
10. Suitelady (The Proposal Jam) (MUSZE, Hod David) (4:48)
11. The Suite Theme (fin à 6:00 puis titre caché à 12:06) (MUSZE, Federico Pena) (13:47)

### Musiciens
- Kevin Batchelor : trompette
- Beverly Soul Sextion : cor
- Rufus Cappadocia, Erik Friedlander : violoncelle
- Vincent Chancey : cor d'harmonie
- Amp Fiddler, Itaal, Federico Pena : claviers
- Gary Foote, Mike Neal, Jonathan Maron : basse
- David Gamson : batterie, claviers
- Clark Gayton : trombone
- Bashiri Johnson, Greg Marsh, Karl Van Den Bossche : percussions
- Gene Lake : batterie
- Stuart Matthewman : basse, batterie, guitare, claviers, saxophone
- Maxwell (Musze) : voix, batterie, guitare, claviers
- Wah-Wah Watson : guitare